# 彭托内
彭托内（義大利語：Pentone），是意大利卡坦扎罗省的一个市镇。总面积12平方公里，人口2230人，人口密度185.8人/平方公里（2009年）。ISTAT代码为079092。